# Liste der Kulturdenkmale in Winnert
In der Liste der Kulturdenkmale in Winnert sind alle Kulturdenkmale der schleswig-holsteinischen Gemeinde Winnert (Kreis Nordfriesland) aufgelistet (Stand: 10. März 2025).

## Legende
In den Spalten befinden sich folgende Informationen:
- Objekt-ID: die Nummer des Kulturdenkmales
- Lage: die Adresse des Kulturdenkmales und die geographischen Koordinaten. Kartenansicht, um Koordinaten zu setzen. In der Kartenansicht sind Kulturdenkmale ohne Koordinaten mit einem roten Marker dargestellt und können in der Karte gesetzt werden. Kulturdenkmale ohne Bild sind mit einem blauen Marker gekennzeichnet, Kulturdenkmale mit Bild mit einem grünen Marker.
- Offizielle Bezeichnung: Bezeichnung des Kulturdenkmales
- Beschreibung: die Beschreibung des Kulturdenkmales
- Bild: ein Bild des Kulturdenkmales

## Bauliche Anlagen
| Objekt-ID | Lage                                         | Offizielle Bezeichnung       | Beschreibung | Bild |
| --------- | -------------------------------------------- | ---------------------------- | --- | ---- |
| 47848     | Hauptstraße 19 (54° 26′ 1″ N, 9° 11′ 56″ O)  | Wohn- und Wirtschaftsgebäude | Wohn- und Wirtschaftsgebäude; 2. H. 19. Jh.; heute blechgedecktes Geesthardenhaus aus gelbem Backstein mit Zierfriesen, Wohnteil mit Zwerchhaus und Segmentbogenfenstern, Stallteil mit Lootor und Gusseisenfenstern - Begründung: geschichtlich, städtebaulich, Kulturlandschaft prägend - Schutzumfang: gesamtes Objekt - Denkmaltyp: Bauliche Anlage | BW   |
| 5693      | Hauptstraße 44 (54° 25′ 58″ N, 9° 12′ 15″ O) | Wohnhaus                     | Wohnhaus; 1874; eingeschossiger, traufständiger Backsteinbau mit hell geschlämmten Mauerwerk unter reetgedecktem Schopfwalmdach, Putzziergliederung, mittiges Zwerchhaus - Begründung: geschichtlich, städtebaulich, Kulturlandschaft prägend - Schutzumfang: gesamtes Objekt - Denkmaltyp: Bauliche Anlage                                             | BW   |
| 5700      | Norderweg 1 (54° 26′ 7″ N, 9° 11′ 47″ O)     | Wohn- und Wirtschaftsgebäude | Wohn- und Wirtschaftsgebäude; 1860; reetgedecktes Geesthardenhaus aus Backstein, hell geschlämmt, Wohnteil mit Zwerchhaus und Segmentbogenfenstern, Stallteil mit Lootor und Gusseisenfenstern - Begründung: geschichtlich, städtebaulich, Kulturlandschaft prägend - Schutzumfang: gesamtes Objekt - Denkmaltyp: Bauliche Anlage                       | BW   |
| 5699      | Norderweg 8 (54° 26′ 2″ N, 9° 11′ 53″ O)     | Wohn- und Wirtschaftsgebäude | Wohn- und Wirtschaftsgebäude; 1863; eingeschossiger, reetgedeckter, gelber Backsteinbau mit traufständigem Wohnteil mit mittigem Zwerchhaus und rückwärtigem Wirtschaftsflügel mit Stalltor und Gusseisenfenstern - Begründung: geschichtlich, städtebaulich, Kulturlandschaft prägend - Schutzumfang: gesamtes Objekt - Denkmaltyp: Bauliche Anlage    | BW   |

## Quelle
- Liste der Kulturdenkmale in Schleswig-Holstein – Kreis Nordfriesland (PDF)

- Karte mit allen Koordinaten:
- OSM |
- WikiMap